# أوتري إينمان
أوتري إينمان (بالإنجليزية: Autry Inman)‏ هو موسيقي وكاتب أغاني ومغني أمريكي، ولد في 6 يناير 1929 في فلورنس في الولايات المتحدة، وتوفي في 6 سبتمبر 1988.

## وصلات خارجية
- أوتري إينمان على موقع IMDb (الإنجليزية)
- أوتري إينمان على موقع ميوزك برينز (الإنجليزية)
- أوتري إينمان على موقع ديسكوغز (الإنجليزية)